# Edwin Forbes

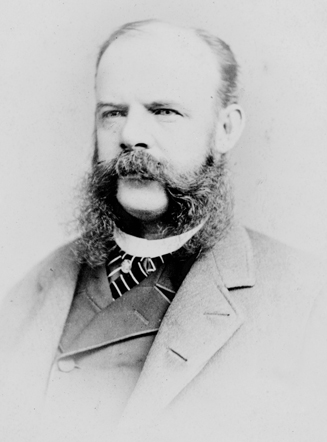
Porträtfotografie von Edwin Forbes, nach 1880

John Edwin Forbes (* 1839 in New York City; † 6. März 1895 in Brooklyn) war ein US-amerikanischer Radierer und Maler, der besonders durch seine Radierungen aus dem Sezessionskrieg bekannt ist.

## Leben und Werk
Ab 1859 studierte Forbes Kunst unter dem New Yorker Genre- und Landschaftsmaler Arthur Fitzwilliam Tait an der National Academy of Design. Zunächst betätigte sich Forbes in der Tiermalerei, nahm aber 1861 eine Stelle als Illustrator für Frank Leslie’s Illustrated Newspaper des Herausgebers Frank Leslie an. Im Auftrag seines Arbeitgebers begleitete er die Army of the Potomac der Nordstaaten auf den Feldzügen im Sezessionskrieg. Als Kriegskorrespondent begleitete er die Armee ab Jacksons Shenandoah-Feldzug 1862 bis zur Belagerung von Petersburg 1864 / 1865. Währenddessen erlebte Forbes als special artist unter anderem die Schlacht am Antietam, die Schlacht bei Chancellorsville, die Schlacht von Gettysburg und die Schlacht in der Wilderness. Die dabei von ihm angefertigten Werke sind hauptsächlich Darstellungen des alltäglichen Lebens in der Armee und zu geringerem Anteil Porträts von Generälen und Soldaten, selten jedoch die vom Verlag bevorzugten Kampfszenen. Nachdem er 1864 seine Zusammenarbeit mit Frank Leslie beendet hatte, setzte er seine Tätigkeit als Kriegszeichner bis zum Ende des Krieges fort. Danach kehrte er nach New York City zurück. In den nächsten Jahren unternahm er mehrere Reisen durch die Vereinigten Staaten und trug unter anderem Zeichnungen zu Albert D. Richardsons Buch Beyond the Mississippi über die damalige Frontier westlich des Mississippi River bei.

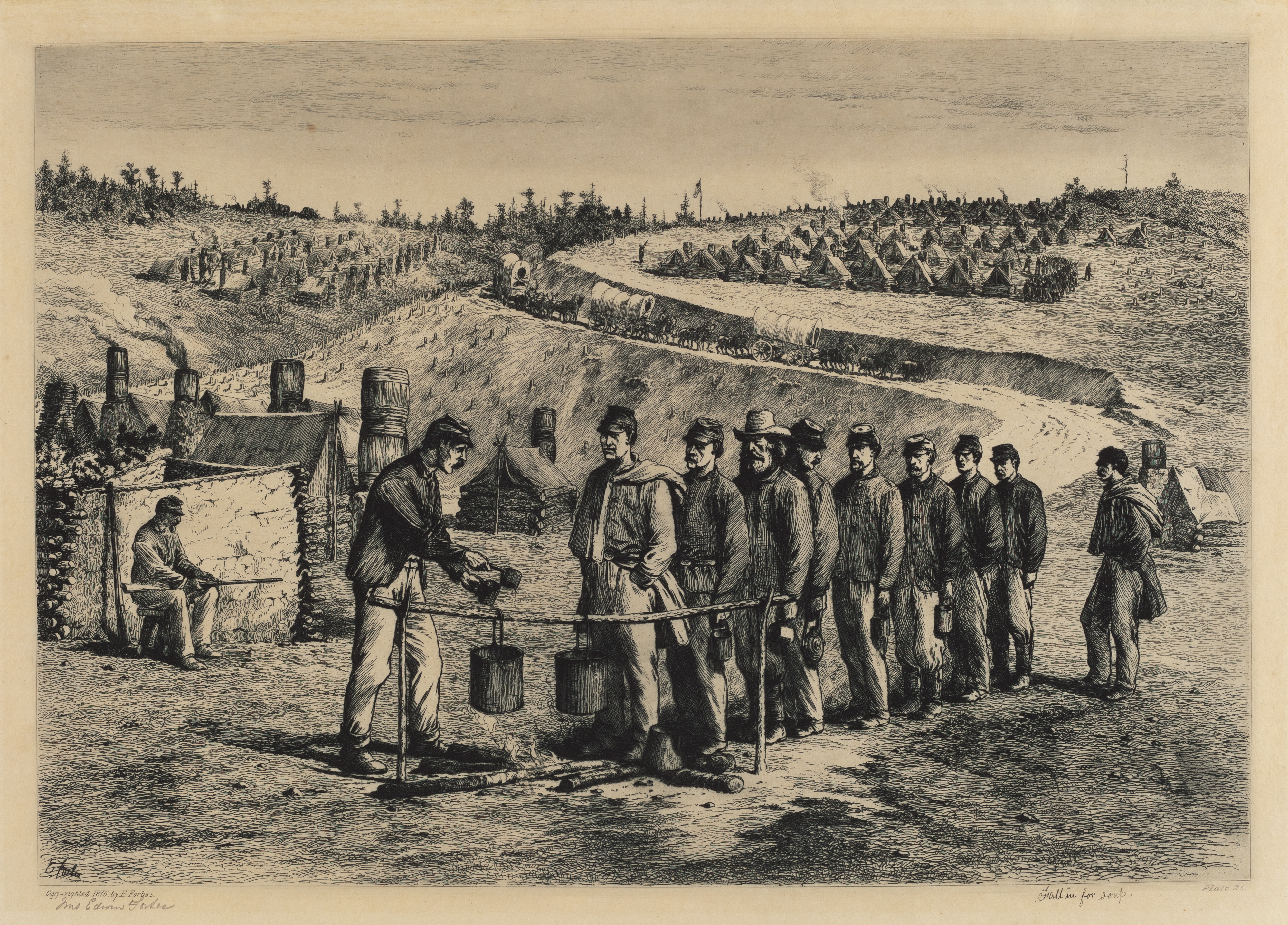
Edwin Forbes: Fall in for Soup, aus den Life Studies of the Great War (1876), Radierung, 317 × 498 mm

Sein Hauptprojekt aber bestand in der Weiterentwicklung seiner Werke aus Kriegszeiten. Die hastigen Skizzierungen entwickelte er in der Nachkriegszeit eigenhändig zu ausgefeilten Radierungen weiter, die er 1876 unter dem Titel Life Studies of the Great War publizierte. Damit setzte er sich von anderen Kriegszeichnern ab, die häufig auf weniger kunstvolle, serienmäßig produzierte Nachproduktionen aus fremder Hand angewiesen waren. Forbes’ Sammelband erfreute sich auch deshalb großer Beliebtheit unter den Bürgerkriegsveteranen der Nordstaaten – unter den Abnehmern waren William T. Sherman und Philip Sheridan – und wurde 1876 auf der Centennial Exhibition mit einer Goldmedaille ausgezeichnet. 1878 gründete er in Brooklyn ein eigenes Atelier und stellte in den nächsten Jahren seine Werke mehrfach im Großraum von New York City aus. Sein Spätwerk umfasst besonders Landschaftsmalereien. 1890 veröffentlichte er unter dem Titel Thirty Years After erneut eine Sammlung seiner Werke aus Bürgerkriegszeiten, begleitet von einigen kurzen autobiografischen Essays aus seiner Zeit im Krieg. Anfang der 1890er erlitt er einen Schlaganfall, durch den er seine linke Hand nur noch eingeschränkt benutzen konnte. Trotzdem war er weiterhin künstlerisch tätig, in diesen letzten Jahren besonders als Buchillustrator.
Nach seinem Tod geriet Forbes in Vergessenheit; bis heute findet keine bedeutende wissenschaftliche oder erinnerungskulturelle Auseinandersetzung mit seinem Werk statt. Einzelne Ausnahmen bilden eine akademische Neuauflage von Thirty Years After mit einer Einführung von William J. Cooper Jr. (1993), eine akademische Edition der Life Studies of the Great Army mit einem Vorwort von William Forrest Dawson (1957) und eine Masterthesis über Edwin Forbes geschrieben von Jacob Edwards Kent Ahrens (1966). Eine Sammlung von über 300 Gemälden, Radierungen und Skizzen Forbes’ aus dem Bürgerkrieg ist im Besitz der Library of Congress. Weitere Werke Forbes’ sind verstreut über andere Sammlungen; beispielsweise besitzt das Bibliothekssystem der Pennsylvania State University eine Sammlung von Radierungen aus den Life Studies of the Great Army.

## Veröffentlichungen
- Life Studies of the Great Army. A Historical Work of Art, in Copper-Plate Etching, Containing Forty Plates, Illustrating the Life of the Union Armies during the Late Rebellion. New York 1876.
- Thirty Years After: An Artist’s Story of the Great War Told and Illustrated with Nearly 300 Relief-etchings after Sketches in the Field and 20 Half-tone Equestrian Portraits from Original Oil Paintings. Fords, Howard & Hulbert, New York 1890 (Digitalisat).
- The Army Sketch Book : An Artist’s Story of the War (= Army Life Series, Band 2). Army Life Publishing Company, New York 1894 (Digitalisat).